# 펜더 무스탕 베이스

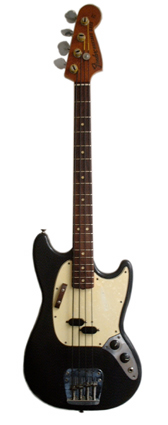

펜더 무스탕 베이스(Fender Mustang Bass)는 펜더와 스콰이어 (기업)가 생산한 일렉트릭 베이스 기타 모델이다. 뮤직마스터 베이스(Musicmaster Bass)와 브론코 베이스(Bronco Bass)라는 두 가지 변종도 때때로 동일한 바디와 넥 모양을 사용하여 생산되었다.

## 디자인
무스탕 베이스는 경제적인 이유로 펜더 뮤직마스터(Fender MusicMaster), 브론코(Bronco) 및 듀오소닉(DuoSonic) 기타와 동일한 본체를 사용한다. 노출된 폴 부분이 있는 프리시전 스타일 픽업과 달리 플라스틱 덮개가 있는 분할 코일 픽업이 특징이다. 무스탕 베이스의 상대적으로 독특한 요소는 스트링 스루 바디 디자인과 7볼트 브리지였다. 무스탕 베이스는 펜더 시대 초기의 표준 "풀바"(pull-bar)와 함께 제공되었지만 많은 초보자는 손가락 연주를 위한 엄지 받침대로 사용하기 위해 목의 왼쪽으로 옮겼다.

## 저명한 기타리스트
- 롤링 스톤스의 빌 와이먼
- 그린 데이의 마이크 던트
- 라디오헤드의 콜린 그린우드
- 조시 클링호퍼
- 레이지 어게인스트 더 머신의 톰 모렐로
- 피니어스 오코넬
- 리차드 헬
- 마이 케미컬 로맨스의 마이키 웨이
- 라디오헤드의 톰 요크